# Édison Washington Prado
Édison Washington Prado Álava alias Gerald o El Pablo Escobar de Ecuador, es un narcotraficante ecuatoriano.
Fue detenido en Colombia en 2017 por estar involucrado al narcotráfico. Actualmente se encuentra recluido en una prisión de Estados Unidos, cumpliendo una condena de 19 años de prisión.

## Biografía
Inició como lanchero y llegó a ser líder de una organización narcotraficante. 

## Delitos
Es acusado del tráfico de 250 toneladas de cocaína a través del Océano Pacífico hacia Estados Unidos.
Está vinculado por sobornos a cargos altos y de homicidios de fiscales e investigadores en Ecuador.

### Detención
El 12 de abril de 2017, Édison Washington Prado fue detenido en Ipiales, Colombia, durante una operación antinarcóticos denominada Sol Naciente. El Gobierno de Estados Unidos solicitó de inmediato la extradición de Prado por la supuesta participación en el tráfico de más de 250 toneladas de cocaína a través del Océano Pacífico, entre los años de 2016 y 2017. Con el fin de evitar su extradición, intentó vincularse a las FARC-EP y así obtener beneficios de la Justicia Especial para la Paz (JEP).

### Extradición
El 24 de febrero de 2018, Prado fue extraditado a los Estados Unidos, según dio a conocer la Fiscalía de Colombia.